# Kåreseten
Der Kåreseten ist ein 1810 m hoher Berg mit abgeflachtem Gipfel im ostantarktischen Königin-Maud-Land. Er ragt 1,5 km südlich der Felsinsel und unmittelbar südwestlich vom Daykovaya Peak am nördlichen Ende der Westlichen Petermannkette im Wohlthatmassiv auf.
Entdeckt und kartiert wurde der Berg bei der Deutschen Antarktischen Expedition 1938/39 unter der Leitung des Polarforschers Alfred Ritscher. Eine erneute Kartierung anhand von Luftaufnahmen und Vermessungen erfolgte bei der Dritten Norwegischen Antarktisexpedition (1956–1960). Namensgeber der norwegischen Benennung ist Kåre J. Hansen, Meteorologe der norwegischen Expedition.